# Cantonul Marignane
Cantonul Marignane este un canton din arondismentul Istres, departamentul Bouches-du-Rhône, regiunea Provence-Alpes-Côte d'Azur, Franța.

## Comune
- Marignane (reședință)
- Saint-Victoret